# Анхель Берланга
Анхель Берланга (ісп. Ángel Berlanga, нар. 24 лютого 1987, Мадрид) — іспанський футболіст, що грав на позиції захисника.
Виступав, зокрема, за клуб «Окленд Сіті».
Чотириразовий чемпіон Нової Зеландії. Шестиразовий клубний чемпіон Океанії.

## Ігрова кар'єра
Народився 24 лютого 1987 року в місті Мадрид. Вихованець футбольної школи клубу «Райо Махадаонда». Дорослу футбольну кар'єру розпочав 2008 року в основній команді того ж клубу, в якій провів два сезони, взявши участь у 67 матчах чемпіонату.
Згодом з 2010 по 2013 рік грав у складі команд «Окленд Сіті» та «Гоа».
У 2013 році повернувся до клубу «Окленд Сіті», за який відіграв 8 сезонів. Завершив професійну кар'єру футболіста виступами за команду «Окленд Сіті» у 2021 році.

## Титули і досягнення
- Чемпіон Нової Зеландії (4):

«Окленд Сіті»: 2013—2014, 2014—2015, 2017—2018, 2019—2020
- Клубний чемпіон Океанії (6):

«Окленд Сіті»: 2010—2011, 2011—2012, 2013—2014, 2014—2015, 2016, 2017